# فريد أندرو سيتون
فريد أندرو سيتون (بالإنجليزية: Fred A. Seaton) (و. 1909 – 1974 م) هو سياسي من الولايات المتحدة الأمريكية ولد في واشنطن العاصمة.
تولى منصب عضو مجلس الشيوخ الأمريكي .وهو عضو في الحزب الجمهوري .

## التعليم
تعلم في جامعة ولاية كنساس.

## جوائز
حصل على جوائز منها وسام الحرية الرئاسي.